# At-Tabarī
Abū Dschaʿfar Muhammad ibn Dscharīr at-Tabarī (arabisch أبو جعفر محمد بن جرير الطبري, DMG Abū Ǧaʿfar Muḥammad b. Ǧarīr aṭ-Ṭabarī; * 839 in Amol, Tabaristan, im damaligen Abbasiden-Kalifat; † 19. Januar 923 in Bagdad) war ein persischer Historiker, sunnitischer Korankommentator und Gelehrter in Bagdad. Über sein Leben sind nur wenige Daten erhalten.
Er ist nicht mit dem etwas älteren christlichen Arzt ʿAlī ibn Sahl Rabban at-Tabarī zu verwechseln, der um die Mitte des 9. Jahrhunderts zum Islam konvertierte und eine medizinische Enzyklopädie sowie eine Widerlegung des Christentums abfasste.

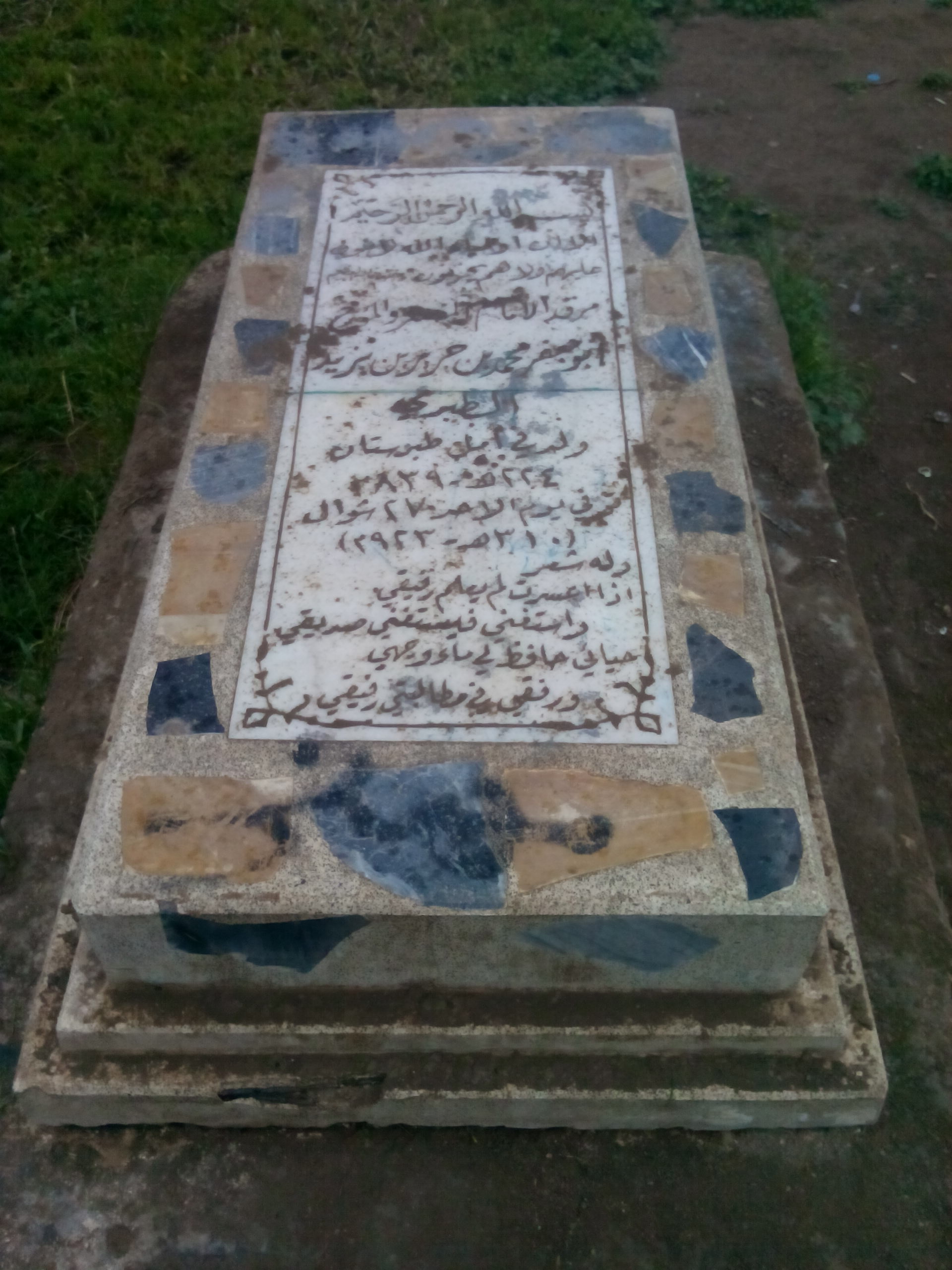
Grab at-Tabarīs in Bagdad, Irak

## Leben
Das Leben Abū Dschaʿfar Muhammad ibn Dscharīr at-Tabarīs kann nur aus Fragmenten und aus Werken späterer Zeit zusammengestellt werden.
Abū Dschaʿfar Muhammad ibn Dscharīr at-Tabarī entstammte einer wohlhabenden Familie aus Āmol in Tabaristan (heute Māzandarān in Iran). Von seinem Vater, einem Landbesitzer, erbte er genug, um finanzieller Sorgen ledig sein Leben ganz der Gelehrsamkeit widmen zu können. Auf diesem Weg konnte er seine Unabhängigkeit vom Einfluss eines Patrons wahren. Zwar unterrichtete er später zwei Jahre lang die Kinder des Abbasiden-Wesirs ʿUbayd Allāh ibn Yahyā ibn Chāqān, jedoch soll er laut Anekdoten niemals eine offizielle Stelle als Qādī angestrebt haben. Seinem Reichtum zum Trotz hat at-Tabarī stets einen bescheidenen Lebensstil geführt, u. a. soll er laut der Biographie Maslama ibn al-Qāsim al-Qurtubīs das Zölibat (arabisch: ḥaṣūr) der Ehe vorgezogen haben.
Nach seinen eigenen Auskünften soll at-Tabarī im Alter von sieben Jahren ein Hāfiz und mit acht Imam gewesen sein. Als Zwölfjähriger verließ er seine Heimat und trat seine ausgedehnte Studienreise nach Syrien, Ägypten, Bagdad, Kufa und Basra „auf der Suche nach Wissen“ (fī ṭalab al-ʿilm) an. Er studierte bei zahlreichen Lehrern, unter anderem bei ʿAbd Allāh ibn Humaid ar-Rāzī, den er in seinem Geschichtswerk mehrfach zitiert. In Bagdad – damals eine Hochburg der islamischen Gelehrsamkeit – wollte er bei Ahmad ibn Hanbal studieren, doch starb dieser kurz nach seiner Ankunft in der Stadt. Später wurden at-Tabarīs Lehrstunden von Hanbaliten gestört und seine Schüler angegangen. Hintergrund war, dass at-Tabarī mit der Dscharīrīya (DMG: Ǧarīrīya) eine andere Rechtsschule begründet hatte und diese die Autorität Ahmad ibn Hanbals als Rechtsgelehrter, letztlich ohne Erfolg, angefochten hatte.
Nach weiteren Studienreisen und der Pilgerfahrt nach Mekka und Medina kehrte er gegen 870 nach Bagdad zurück und widmete sich in den letzten 50 Jahren seines Lebens ganz seiner schriftstellerischen Tätigkeit.

## Werke
At-Tabarīs berühmteste Werke sind seine Annalen (taʾrīch) und sein Korankommentar (tafsīr). Er beschäftigte sich auch mit Rechtswissenschaften (fiqh), Hadithen und anderen Wissenschaftsdisziplinen.

### Geschichtsschreibung
Bei den „Annalen“ – manchmal auch „Die Geschichte“ genannt – handelt es sich um at-Tabarīs Universalgeschichte, die meist mit Muchtasar taʾrīch ar-rusul wa-l-mulūk wa-l-chulafāʾ (مختصر تاريخ الرسل والملوك والخلفاء, DMG Muḫtaṣar tāʾrīḫ ar-rusul wa-l-mulūk wa-l-ḫulafāʾ ‚Kleiner Abzug über die Geschichte der Propheten, Könige und Kalifen‘) wiedergegeben wird und die von der Schöpfungsgeschichte über die biblischen Propheten bis in at-Tabarīs Zeit (915) reicht. Das annalistisch zusammengestellte Werk ist bis heute eine der wichtigsten Quellen über die islamische Frühzeit und die Dynastien der Umayyaden und Abbasiden. Ausführliche Aufmerksamkeit gilt dem großen Aufstand der Zandsch zwischen 869 und 883, einem der bemerkenswertesten Ereignisse in der langen Geschichte der Sklaverei im Islam.
Der Verfasser wertet ältere Materialien der islamischen Geschichtsschreibung aus, die ihm entweder schriftlich zur Verfügung standen oder durch Korrespondenzen zugänglich gemacht worden waren. Für das südliche Zentralasien (Chorasan) bezieht er sich gänzlich auf den arabischen Historiker al-Madāʾinī (752 – um 840). Zu vielen Monographien, die heute nicht mehr vorliegen – wie die Schriften von Abū Michnaf, al-Wāqidī und Saif ibn ʿUmar – erhielt er die Überlieferungsrechte von seinen Lehrern; zugleich griff er auch auf mündliche Überlieferungen seiner Zeitgenossen zurück. Aus der Prophetenbiographie des Ibn Ishāq zitiert at-Tabarī den ersten Teil des Werkes in einer Rezension, die bei Ibn Hischām nicht erhalten ist.
Seine Angaben zur Geschichte des Neupersischen Reiches der Sassaniden sind von unschätzbarem Wert für die Forschung, da er hier auf heute verlorene spätantike Quellen zurückgreifen konnte. Die Darstellung der sassanidischen Geschichte „schließt sich an die Jesu und der Byzantiner an und führt unmittelbar zur Vita Mohammeds, dem Ziel der Geschichte.“ Das Geschichtswerk wurde schon im 10. Jahrhundert durch Muḥammad Balʿamī in gekürzter Form ins Persische übersetzt; denn es konnte den Persern die Erkenntnis vermitteln, dass die von Mohammed verkündete Religion die gottgewollte Bestimmung Persiens war.
Das Gesamtwerk wurde erstmals 1879 bis 1901 von europäischen Orientalisten unter der Leitung von Michael Jan de Goeje in Leiden herausgegeben (siehe auch Theodor Nöldeke und Eugen Prym) und seitdem mehrfach nachgedruckt. Eine englische Übersetzung erschien unter dem Titel The History of al-Tabari. An Annotated Translation bei State University of New York Press, Albany 1985–1998.

### Koranexegese
Sein Korankommentar, Dschāmiʿ al-bayān ʿan taʾwīl āyi l-Qurʾān جامع البيان عن تأويل آي القرآن, DMG Ǧāmiʿ al-bayān ʿan taʾwīl āyi ʾl-Qurʾān ‚Zusammenfassung der Erläuterungen zur Interpretation der Koranverse‘, entstand ungefähr zwischen 896 und 903. Vom Werk waren bis zu Beginn des 20. Jahrhunderts nur einige Fragmente bekannt; die Entdeckung des vollständigen Exemplars in der Privatbibliothek des Gouverneurs von Ha'il war für die koranwissenschaftlichen Forschungen von entscheidender Bedeutung. Die im Jahre 1903 in Kairo erstmals erschienene und dann mehrfach nachgedruckte Ausgabe umfasst 30 Bände. Die Neuedition des Kommentars mit der Berücksichtigung neuer Handschriftenfunde und umfassenden Indices ist im Jahr 2001 in Kairo erschienen. At-Tabarī kommentiert darin den gesamten Korantext Vers für Vers. Zuerst werden lexikalische Fragen erklärt, darauf folgt die Darstellung der historischen Hintergründe der Offenbarung, ferner verschiedene traditionelle Auslegungen der Inhalte, die Erörterung der Frage der Abrogation. Abschließend gibt der Verfasser sein eigenes Urteil über die wahrscheinlichste Auslegung an.
At-Tabarī stützte sich in seinem Kommentar überwiegend auf schriftliche Quellen und zitierte Überlieferungen von Qatāda ibn Diʿāma, Mudschāhid ibn Dschabr, ʿAbdallāh ibn Wahb, as-Suddī und vielen anderen, deren koranexegetische Schriften entweder verloren gegangen oder nur in Fragmenten vorhanden sind. Die Bedeutung dieser Koranexegese in der islamischen Gelehrsamkeit bestätigt auch, dass sie rund achtzig Jahre nach dem Wirken des Verfassers, gegen 1000–1001, im islamischen Westen in andalusischem Duktus auf Pergament aufgezeichnet worden ist.

### Jurisprudenz
In der Rechtswissenschaft (arabisch Fiqh) neigte at-Tabarī zunächst der schafiitischen Rechtsschule zu und studierte bei den Schülern von asch-Schāfiʿī sowohl in Bagdad als auch in Fustāt. In Ägypten verkehrte er auch in Kreisen von Malikiten. In Bagdad wirkte er anschließend zehn Jahre als Mufti der Schafiiten. Gegen Ende seines Lebens entwickelte er seine eigene Rechtsschule, deren Anhänger man nach seinem Vatersnamen die „Dscharīrīya“ الجريرية / al-Ǧarīriya nannte. Einige seiner Schüler verfassten Abhandlungen über die Verteidigung seiner Lehren, die wir allerdings nur nach ihren Titeln bei Ibn an-Nadīm kennen: „Einführung in die Rechtsschule at-Tabarīs und ihre Verteidigung“, „Der Konsens (Idschma) gemäß der Rechtslehre von Abū Dschaʿfar“ und andere Schriften, die islamische Theologen (mutakallimun) im 10. Jahrhundert verfasst haben. Die Inhalte dieser Schriften, in deren Titeln stets von „Madhhab at-Tabarī“, bzw. „Madhhab Abī Dschaʿfar“ (Die Schule von at-Tabarī bzw. Abū Dschaʿfar) und „Fiqh at-Tabarī“ (Die Jurisprudenz von at-Tabarī), nicht aber von der sogenannten „Dscharīrīya“ die Rede ist, sind unbekannt. Bei Ibn an-Nadīm wird einer der bekanntesten Traditionarier genannt, der auf dem Gebiet der Jurisprudenz seinem Zeitgenossen at-Tabarī nahestand: Abū Muslim al-Kaddschī aus Basra († 904). Der schafiitische as-Subki († Juli 1370), Verfasser einer umfassenden Gelehrtenbiographie der Schafiiten, nennt unter den Werken at-Tabaris ein Kitāb Ahkām Scharāʾiʿ al-Islām كتاب أحكام شرائع الإسلام / Kitāb aḥkām šarāʾiʿ al-islām / ‚Bestimmungen der islamischen Gesetzgebung‘ und fügt hinzu: „er (at-Tabarī) verfasste es wie sein Idschtihad ihn dazu befähigte“. Ob dieses Buch eine Zusammenfassung seiner eigenen Lehren darstellt, sagt as-Subki allerdings nicht.
Dafür nennt Ibn ʿAsākir denselben Werktitel in seiner Damaszener Gelehrtenbiographie mit dem Kommentar: „es ist seine Rechtslehre (madhhab), die er für sich ausgesucht, beherrscht und damit argumentiert hat. Es besteht aus 83 Kapiteln.“ In einem weiteren Werk, so Ibn ʿAsākir, unter dem Titel Scharh as-Sunna شرح السنة / Šarḥ as-sunna / ‚Die Erläuterung der Sunna‘ hat at-Tabarī seine eigene Rechtslehre (madhhab) gemäß den Ansichten der Gefährten Mohammeds, ihrer Nachfolger und den Rechtsgelehrten in den islamischen Provinzen dargelegt.  Inhaltliche Einzelheiten sind auch hier nicht überliefert. Sowohl diese Schriften als auch die seiner Schüler sind verloren gegangen und werden auch in der juristischen Literatur der Folgegenerationen nicht zitiert. Somit ist die Rekonstruktion einer eigenen Rechtsschule – im Gegensatz zur Rechtslehre von al-Auzāʿī († 774) – nicht möglich. Ibn an-Nadīm hat in seinem Fihrist nicht nur die Titel von at-Tabarīs zahlreichen Rechtsschriften zusammengestellt, sondern auch die seiner Anhänger. Den Abschnitt, in dem Ibn ʿAsākir die Schriften at-Tabarīs aufzählt, hat Ignaz Goldziher bereits im Jahre 1895 nach einer Handschrift mit dem Hinweis publiziert, dass bei dem Damaszener Gelehrtenbiographen auch Werktitel erhalten sind, die Ibn an-Nadīm offenbar nicht gekannt hat.
Sein bedeutsames Werk auf dem Gebiet der Jurisprudenz unter dem Titel
ichtilāf al-fuqahāʾ / اختلاف الفقهاء / iḫtilāfu ʾl-fuqahāʾ / ‚Die kontroversen Lehrmeinungen der Rechtsgelehrten‘ ist eines der wenigen Werke, in denen die überwiegend kontroversen Rechtslehren der ältesten Rechtsschulen zusammengefasst worden sind. Das Fragment des Werkes in der Istanbuler Bibliothek trägt den Titel: kitāb al-Dschihad wal-Dschizya li-ṭ-Ṭabarī / كتاب الجهاد والجزية للطبري; es behandelt also Rechtsfragen des islamischen Völkerrechts. Der deutsche Orientalist Joseph Schacht hat es als Teil des genannten Werkes identifiziert und im Jahre 1933 herausgegeben. In diesem Teil sind zahlreiche Fragmente aus dem Rechtswerk von Abū Ishāq al-Fazārī erhalten, der die Lehrmeinungen von al-Auzāʿī zu kriegs- und völkerrechtlichen Fragen referiert. Weitere Teile sind in der Edition von Friedrich Kern erschienen. Sie behandeln Rechtsfragen über Kauf- und Verkaufsrecht von Sklaven und ihre Freilassung. Beide Werkteile sind im Orient mehrfach nachgedruckt worden.
In diesem nur fragmentarisch erhaltenen Werk stellt at-Tabarī die Lehren führender Juristen der Frühzeit wie Mālik ibn Anas, Abū Hanīfa, asch-Schāfiʿī, ferner die von al-Auzāʿī und dem in Kufa beheimateten Sufyān ath-Thaurī dar, schließt aber Ahmad ibn Hanbal als primären Hadithgelehrten und Nichtjuristen, genauso wie die Theorien der Muʿtazila, aus. Der Verfasser selbst äußert sich zu den vorgestellten kontroversen Ansichten der genannten Rechtsschulen nicht; er hebt lediglich diejenigen Punkte hervor, in denen die Vorgänger Konsens (Idschma) erzielt haben. Somit ist das Werk eine wertvolle Kompilation schriftlich nicht mehr vorhandener Rechtslehren aus dem späten 2. und frühen 3. islamischen Jahrhundert.
Joseph Schacht würdigt dieses Werk mit den folgenden Worten:

„Zusammenfassend ist festzustellen, dass aṭ-Ṭabarī seine Quellen, soweit wir es nachprüfen können, mit grosser Sorgfalt und Vollständigkeit benutzt hat. Die festgestellten Differenzen beruhen nicht auf ungenauem Exzerpieren seinerseits, sondern auf Verschiedenheiten der Riwājas. Wenn wir auch Parallelnachrichten
haben, die bei ihm fehlen, so bietet er uns dafür viel mehr Neues über die Ansichten der alten Autoritäten und daneben eine einzigartige Vergleichsmöglichkeit.“

### Hadith-Literatur
Auf dem Gebiet des Hadith sind Teile aus seinem Tahdhib al-athar / تهذيب الآثار / Tahḏīb al-āṯār / ‚Die Zusammenfassung der Hadithe‘ erhalten. Es ist nach den letzten Gewährsmännern der Prophetensprüche angeordnet (Musnad). Die vorliegenden Teile behandeln die von ʿAbdallāh ibn ʿAbbās, ʿUmar ibn al-Chattāb und ʿAlī ibn Abī Tālib vermittelten Aussagen Mohammeds. at-Tabari erklärt jede Tradition zunächst nach linguistischen Aspekten und bestimmt ihren Stellenwert als beweiskräftige Belege im Ritualrecht, soweit sie der Sunna, der zweiten Quelle der islamischen Jurisprudenz, entsprechen. Ibn an-Nadim kannte dieses Werk unter diesem Titel und vermerkt, dass der Verfasser es nicht vollendet hatte.

### Arabische Quellen
- ar-Rūmī, Yāqūt ibn ʿAbdallāh al-Ḥamawī: Iršād al-Arīb ilā Maʿrifat al-Adīb. Ed. D. S. Marǧuliyūṯ. Maṭbaʿa Hindīya bi-l-Mūskī, Kairo, 1925. Bd. 6, S. 423–462.  Digitalisat
- aṭ-Ṭabarī, Abū Ǧaʿfar Muḥammad Ibn Ǧarīr: Taʾrīḫ aṭ-Ṭabarī – Taʾrīḫ ar-Rusūl wa-l-Mulūk. Ed. Muḥammad Abū l-Faḍl Ibrāhīm. 2. Auflage Dār al-Maʿārif bi-Miṣr, Kairo. Digitalisat

### Übersetzungen
- Ihsan Abbas u. a. (Hrsg.): The History of al-Tabari. An Annotated Translation. 40 Bände, New York 1985 ff. (englische Übersetzung von Tabaris Universalgeschichte)
  - Clifford Edmund Bosworth (Übersetzer), Vorwort von Ehsan Yarshater: Al-Tabari. The Sasanids, the Byzantines, the Lakhmids, and Yemen. State University of New York Press, Albany 1999 (erschienen in der oben genannten Reihe, behandelt die Geschichte der Sasaniden).
- Geschichte der Perser und Araber zur Zeit der Sasaniden. Aus der arabischen Chronik des Tabari. Übersetzt und mit ausführlichen Erläuterungen und Ergänzungen versehen von Theodor Nöldeke. Leiden 1879 (Digitalisat der Universitäts- und Landesbibliothek Sachsen-Anhalt, Halle).
- Tabarî, La Chronique Histoire des prophètes et des rois. 2 Bände, übersetzt aus dem Persischen von Hermann Zotenberg. Éditions Actes Sud / Sindbad 2001, Band I, ISBN 2-7427-3317-5, Band II, ISBN 2-7427-3318-3.

### Sekundärliteratur
- Clifford Edmund Bosworth: Art. al-Ṭabarī. In: The Encyclopaedia of Islam. New Edition. Band 10 (2000), S. 11–15. Auch online. Hrsg. von: P. Bearman, Th. Bianquis, C.E. Bosworth, E. van Donzel, W.P. Heinrichs.
- Heribert Busse: Arabische Historiographie und Geographie. In: Helmut Gätje (Hrsg.): Grundriß der Arabischen Philologie. Band II: Literaturwissenschaft. Wiesbaden 1987, S. 264–297.
- Ignaz Goldziher: Die literarische Thätigkeit des Ṭabarī nach Ibn ʿAsākir. In: Wiener Zeitschrift für die Kunde des Morgenlandes (WZKM). Band 9, 1895, S. 359–371.
- Ignaz Goldziher: Die Richtungen der islamischen Koranauslegung. Brill, Leiden 1920.
- Hugh Kennedy (Hrsg.): Al-Tabari. A Medieval Muslim Historian and His Work. The Darwin Press, Princeton 2008.
- Joseph Schacht (Hrsg.): Das Konstantinopeler Fragment des Kitāb Iḫtilāf al-Fuqahāʾ des Abū Ǧaʿfar Muḥammad ibn Ǧarīr aṭ-Ṭabarī. Brill, Leiden 1933.
- Fuat Sezgin: Geschichte des arabischen Schrifttums. Band 1, Brill, Leiden 1967, S. 323–328.